# 미하일 블라디미르스키

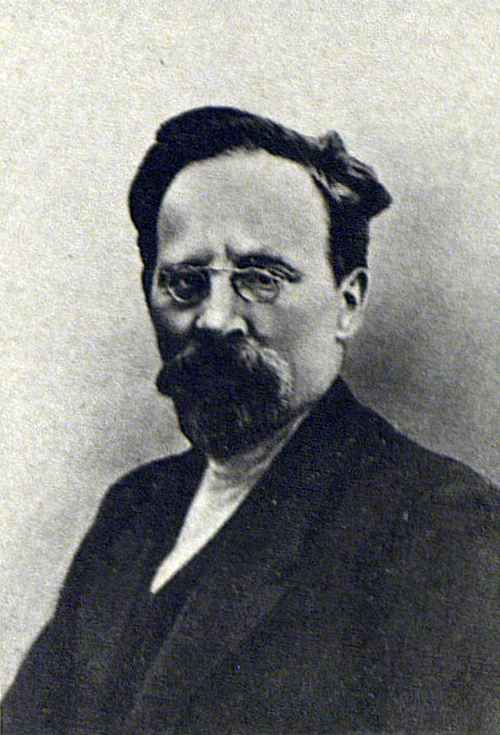
미하일 블라디미르스키

미하일 표도로비치 블라디미르스키(러시아어: Михаи́л Фёдорович Влади́мирский, 1874년 3월 4일(율리우스력 2월 20일) ~ 1951년 4월 2일)는 소련의 정치인이자 볼셰비키 혁명가이다.

## 생애
미하일 블라디미르스키는 1874년에 아르자마스에서 러시아 정교회 사제이자 두마의 의원인 표도르 블라디미르스키의 아들로 태어났다. 1919년 3월 16일부터 1919년 3월 30일까지 소련 전러시아 소비에트 중앙집행위원회 의장을 역임했다. 1926년부터 1927년까지 소련 국가계획위원회 의장을 역임했고 1930년부터 1934년까지 소비에트 사회주의 공화국의 공중보건의료인민위원회 부위원장을 역임했다.
고참 볼셰비키 가운데 한 사람이었던 그는 레온 트로츠키와 니콜라이 부하린의 '탈진'에 대항하던 이오시프 스탈린의 혁명노선을 지지했으며 1927년 12월 19일부터 1951년 4월 2일에 모스크바에서 사망할 때까지 소련 공산당 중앙감사위원회 위원장을 역임하였다. 사망 당시에 최고 소비에트 의원을 역임했으며 그의 장례식은 국장으로 거행되었다.